# Оператор набла
Опера́тор на́бла — векторный дифференциальный оператор, компоненты которого являются частными производными по координатам. Обозначается символом ∇ (набла).
Для трёхмерного евклидова пространства в прямоугольной декартовой системе координат оператор набла определяется следующим образом:
{\displaystyle \nabla ={\partial  \over \partial x}{\vec {i}}+{\partial  \over \partial y}{\vec {j}}+{\partial  \over \partial z}{\vec {k}}},
где {\displaystyle {\vec {i}},{\vec {j}},{\vec {k}}} — единичные векторы по осям {\displaystyle x,y,z} соответственно.
Также используется следующая запись оператора набла через компоненты:
{\displaystyle \nabla =\left\{{\partial  \over \partial x},{\partial  \over \partial y},{\partial  \over \partial z}\right\}}.
Через оператор набла естественным способом выражаются основные операции векторного анализа: grad (градиент), div (дивергенция), rot (ротор), а также оператор Лапласа (см. ниже).
Широко употребляется в описанном смысле в физике и математике (хотя иногда графический символ {\displaystyle \nabla } используется также для обозначения некоторых других, хотя в некотором отношении не совсем далёких от рассмотренного, математических объектов, например, ковариантной производной).
Под n-мерным оператором набла подразумевается вектор в n-мерном пространстве следующего вида:
{\displaystyle \nabla ={\partial  \over \partial x_{1}}{\vec {e}}_{1}+{\partial  \over \partial x_{2}}{\vec {e}}_{2}+...+{\partial  \over \partial x_{n}}{\vec {e}}_{n}},
где {\displaystyle {\vec {e}}_{1},{\vec {e}}_{2},...,{\vec {e}}_{n}} — единичные векторы по осям {\displaystyle x_{1},x_{2},...,x_{n}} соответственно.
Иногда, особенно при начертании от руки, над оператором набла рисуют стрелку: {\displaystyle {\vec {\nabla }}} — чтобы подчеркнуть векторный характер оператора. Смысл такого начертания ничем не отличается от обычного {\displaystyle \nabla }.
- Иногда (особенно когда речь идёт только о применении к скалярным функциям), оператор набла называют оператором градиента, каковым он в применении к скалярным функциям (полям) и является.
- Замечание: в физике в наше время[когда?] название оператор Гамильтона по отношению к оператору набла стараются не употреблять, особенно в квантовой физике, во избежание путаницы с квантовым гамильтонианом, имеющим, в отличие от классического, операторную природу.

## Свойства оператора набла
Этот оператор приобретает смысл в сочетании со скалярной или векторной функцией, к которой он применяется.
Для скалярной функции {\displaystyle \phi },
{\displaystyle \nabla \phi ={\partial \phi  \over \partial x}{\vec {i}}+{\partial \phi  \over \partial y}{\vec {j}}+{\partial \phi  \over \partial z}{\vec {k}}=\mathbf {\operatorname {grad} } \,\phi },
представляет собой её градиент.
Если вектор {\displaystyle \nabla } скалярно умножить на вектор {\displaystyle {\vec {a}}}, получится скаляр
{\displaystyle \nabla \cdot {\vec {a}}=\nabla _{x}a_{x}+\nabla _{y}a_{y}+\nabla _{z}a_{z}={\partial a_{x} \over \partial x}+{\partial a_{y} \over \partial y}+{\partial a_{z} \over \partial z}=\mathbf {\operatorname {div} } \,{\vec {a}}},
то есть дивергенция вектора {\displaystyle {\vec {a}}}.
Если {\displaystyle \nabla } векторно умножить на {\displaystyle {\vec {a}}}, то получится ротор вектора {\displaystyle {\vec {a}}}:
{\displaystyle \nabla \times {\vec {a}}={\begin{vmatrix}{\vec {i}}&{\vec {j}}&{\vec {k}}\\{\partial  \over \partial x}&{\partial  \over \partial y}&{\partial  \over \partial z}\\a_{x}&a_{y}&a_{z}\end{vmatrix}}=\left({\partial {a_{z}} \over \partial y}-{\partial {a_{y}} \over \partial z}\right){\vec {i}}\ +\ \left({\partial {a_{x}} \over \partial z}-{\partial {a_{z}} \over \partial x}\right){\vec {j}}\ +\ \left({\partial {a_{y}} \over \partial x}-{\partial {a_{x}} \over \partial y}\right){\vec {k}}=\mathbf {\operatorname {rot} } \,{\vec {a}}}
- Замечание: как и для обозначения скалярного и векторного произведения вообще, в случае их применения с оператором набла, наряду с использоваными выше, часто используются эквивалентные им альтернативные обозначения, так, например, вместо {\displaystyle \nabla \cdot {\vec {a}}} нередко пишут {\displaystyle (\nabla ,{\vec {a}})}, а вместо {\displaystyle \nabla \times {\vec {a}}} пишут {\displaystyle [\nabla ,{\vec {a}}]}; это касается и формул, приводимых ниже.

Соответственно, скалярное произведение {\displaystyle \nabla \cdot \nabla =\nabla ^{2}} есть скалярный оператор, называемый оператором Лапласа. Последний обозначается также {\displaystyle \ \Delta }. В декартовых координатах оператор Лапласа определяется следующим образом:
{\displaystyle \Delta ={\partial ^{2} \over \partial x^{2}}+{\partial ^{2} \over \partial y^{2}}+{\partial ^{2} \over \partial z^{2}}}.
Поскольку оператор набла является дифференциальным оператором, то при преобразовании выражений необходимо учитывать как правила векторной алгебры, так и правила дифференцирования. Например:
{\displaystyle \mathbf {\operatorname {grad} } (\phi \psi )=\mathbf {\nabla } (\phi \psi )=\psi \mathbf {\nabla } \phi +\phi \mathbf {\nabla } \psi =\psi \,\mathbf {\operatorname {grad} } \,\phi +\phi \,\mathbf {\operatorname {grad} } \,\psi }
{\displaystyle \operatorname {div} (\mathbf {\operatorname {grad} } \,\phi )=\nabla \cdot (\nabla \phi )=(\nabla \cdot \nabla )\phi =\nabla ^{2}\phi =\Delta \phi }
То есть производная выражения, зависящего от двух полей, есть сумма выражений, в каждом из которых дифференцированию подвергается только одно поле.
Для удобства обозначения того, на какие поля действует набла, принято считать, что в произведении полей и операторов каждый оператор действует на выражение, стоящее справа от него, и не действует на всё, что стоит слева. Если требуется, чтобы оператор действовал на поле, стоящее слева, это поле каким-то образом отмечают, например, ставя над буквой стрелочку:
{\displaystyle \nabla \cdot {\vec {v}}={\stackrel {\downarrow }{\vec {v}}}\cdot \nabla }
Такая форма записи обычно используется в промежуточных преобразованиях. Из-за её неудобства в окончательном ответе от стрелочек стараются избавиться.

## Операторы второго порядка
Так как существуют различные способы перемножения векторов и скаляров, с помощью оператора набла можно записать различные виды дифференцирования. Комбинирование скалярных и векторных произведений даёт 7 различных вариантов производных второго порядка:
{\displaystyle \mathbf {\operatorname {div} } \,(\mathbf {\operatorname {grad} } \,f)=\nabla \cdot (\nabla f)}
{\displaystyle \mathbf {\operatorname {rot} } \,(\mathbf {\operatorname {grad} } \,f)=\nabla \times (\nabla f)}
{\displaystyle \Delta f=\nabla ^{2}f}
{\displaystyle \mathbf {\operatorname {grad} } \,(\mathbf {\operatorname {div} } \,{\vec {v}})=\nabla (\nabla \cdot {\vec {v}})}
{\displaystyle \mathbf {\operatorname {div} } \,(\mathbf {\operatorname {rot} } \,{\vec {v}})=\nabla \cdot (\nabla \times {\vec {v}})}
{\displaystyle \mathbf {\operatorname {rot} } \,(\mathbf {\operatorname {rot} } \,{\vec {v}})=\nabla \times (\nabla \times {\vec {v}})}
{\displaystyle \Delta {\vec {v}}=\nabla ^{2}{\vec {v}}}
Для достаточно гладких полей (дважды непрерывно дифференцируемых) эти операторы не независимы.
Два из них всегда равны нулю:
{\displaystyle \mathbf {\operatorname {rot} } \,(\mathbf {\operatorname {grad} } \,f)=\nabla \times (\nabla f)=(\nabla \times \nabla )f=0}
{\displaystyle \mathbf {\operatorname {div} } \,(\mathbf {\operatorname {rot} } \,{\vec {v}})=\nabla \cdot (\nabla \times {\vec {v}})=(\nabla \times \nabla )\cdot {\vec {v}}=0}
Два всегда совпадают:
{\displaystyle \mathbf {\operatorname {div} } \,(\mathbf {\operatorname {grad} } \,f)=\nabla \cdot (\nabla f)=(\nabla \cdot \nabla )f=\nabla ^{2}f=\Delta f}
Три оставшихся связаны соотношением:
{\displaystyle \nabla \times (\nabla \times {\vec {v}})=\nabla (\nabla \cdot {\vec {v}})-\nabla ^{2}{\vec {v}}}
Ещё одно может быть выражено через тензорное произведение векторов:
{\displaystyle \nabla (\nabla \cdot {\vec {v}})=\nabla \cdot (\nabla \otimes {\vec {v}})}

## Отличия оператора набла от обычного вектора
Хотя большинство свойств оператора набла следуют из алгебраических свойств операторов и чисел и становятся вполне очевидными, если рассматривать его как вектор, нужно соблюдать осторожность. Оператор набла не принадлежит тому же пространству, что и обычные векторы, а говоря точнее, скалярное и векторное произведение для него определено с некоторыми отличиями (в основном сводящимися к тому, что — как это обычно подразумевается — оператор действует на те поля, что стоят от него справа, и не действует на стоящие от него слева, из-за чего скалярное и векторное произведение с участием {\displaystyle \nabla } не коммутативны и не антикоммутативны, как это свойственно для таких произведений обычных векторов), таким образом, оператор набла не обладает некоторыми свойствами обычных векторов, и следовательно не во всём может вести себя в соответствии с геометрическими свойствами обычного вектора. В частности,
он не коммутирует с векторами:
{\displaystyle \nabla \cdot {\vec {v}}\neq {\vec {v}}\cdot \nabla },
ведь {\displaystyle \nabla \cdot {\vec {v}}} — это дивергенция, то есть в конечном итоге просто скалярная функция координат, а {\displaystyle {\vec {v}}\cdot \nabla } представляет собой нетривиальный оператор дифференцирования по направлению векторного поля {\displaystyle {\vec {v}}}.
Можно дополнительно убедиться в том, что они не совпадают, применив оба выражения к скалярной функции f:
{\displaystyle (\nabla \cdot {\vec {v}})f\neq ({\vec {v}}\cdot \nabla )f}
так как
{\displaystyle (\nabla \cdot {\vec {v}})f=\left({\frac {\partial v_{x}}{\partial x}}+{\frac {\partial v_{y}}{\partial y}}+{\frac {\partial v_{z}}{\partial z}}\right)f={\frac {\partial v_{x}}{\partial x}}f+{\frac {\partial v_{y}}{\partial y}}f+{\frac {\partial v_{z}}{\partial z}}f}
{\displaystyle ({\vec {v}}\cdot \nabla )f=\left(v_{x}{\frac {\partial }{\partial x}}+v_{y}{\frac {\partial }{\partial y}}+v_{z}{\frac {\partial }{\partial z}}\right)f=v_{x}{\frac {\partial f}{\partial x}}+v_{y}{\frac {\partial f}{\partial y}}+v_{z}{\frac {\partial f}{\partial z}}}
Если бы набла был вектором, то смешанное произведение {\displaystyle ({\vec {v}},\ \nabla ,\ {\vec {v}})\equiv {\vec {v}}\cdot (\nabla \times {\vec {v}})} было бы всегда равно нулю, однако несложно убедиться, что это неверно.
Кроме того, необходимо помнить, на какие векторы и функции действует каждый оператор набла в написанной формуле, например:
{\displaystyle (\nabla x)\times (\nabla y)=\left({\vec {i}}\,{\frac {\partial x}{\partial x}}+{\vec {j}}\,{\frac {\partial x}{\partial y}}+{\vec {k}}\,{\frac {\partial x}{\partial z}}\right)\times \left({\vec {i}}\,{\frac {\partial y}{\partial x}}+{\vec {j}}\,{\frac {\partial y}{\partial y}}+{\vec {k}}\,{\frac {\partial y}{\partial z}}\right)=}
{\displaystyle =({\vec {i}}\cdot 1+{\vec {j}}\cdot 0+{\vec {k}}\cdot 0)\times ({\vec {i}}\cdot 0+{\vec {j}}\cdot 1+{\vec {k}}\cdot 0)={\vec {i}}\times {\vec {j}}={\vec {k}}}
(здесь первый оператор набла действует только на поле {\displaystyle x}, а второй — только на поле {\displaystyle y}, что как бы жёстко фиксирует порядок действий). Тогда как для обычных векторов:
{\displaystyle ({\vec {u}}x)\times ({\vec {u}}y)=xy({\vec {u}}\times {\vec {u}})=xy{\vec {0}}={\vec {0}}}
поскольку здесь {\displaystyle x} и {\displaystyle y} легко выносятся.
Поэтому для удобства, при умножении оператора набла на сложное выражение, обычно дифференцируемое поле обозначают стрелочкой:
{\displaystyle (\nabla ,[{\vec {u}},{\vec {v}}])=(\nabla ,[{\stackrel {\downarrow }{\vec {u}}},{\vec {v}}])+(\nabla ,[{\vec {u}},{\stackrel {\downarrow }{\vec {v}}}])=({\vec {v}},[\nabla ,{\stackrel {\downarrow }{\vec {u}}}])-({\vec {u}},[\nabla ,{\stackrel {\downarrow }{\vec {v}}}])={\vec {v}}\cdot {\mbox{rot}}\,{\vec {u}}-{\vec {u}}\cdot {\mbox{rot}}\,{\vec {v}}}
Если оператор не действует на некоторое поле, то вектор поля и оператор коммутируют (для векторного произведения — антикоммутируют). Векторы в смешанных произведениях примера вынесены влево от оператора и конечное выражение записано без стрелочек.

## История
В 1853 году Уильям Гамильтон ввёл этот оператор и придумал для него символ {\displaystyle \nabla } в виде перевёрнутой греческой буквы {\displaystyle \Delta } (дельта). У Гамильтона острие символа указывало налево, позже в работах П. Г. Тэта символ приобрёл современный вид. Гамильтон назвал этот символ словом «атлед» (слово «дельта», прочитанное наоборот), однако позднее английские учёные, в том числе О. Хевисайд, стали называть этот символ «на́бла» из-за сходства с остовом древнеассирийского музыкального инструмента наблы, а оператор получил название оператора Гамильтона, или оператора набла.
Согласно некоторым источникам, {\displaystyle \nabla } — буква финикийского алфавита, происхождение которой связано с музыкальным инструментом типа арфы, так как «ναβλα» (набла) на древнегреческом означает «арфа». Наблий — разновидность арфы.

## Примеры
1. {\displaystyle f=xy,\,\,\nabla f={\partial f \over \partial x}{\vec {i}}+{\partial f \over \partial y}{\vec {j}}=y{\vec {i}}+x{\vec {j}}}
2. {\displaystyle f=30yx^{3},\,\,\nabla f={\partial f \over \partial x}{\vec {i}}+{\partial f \over \partial y}{\vec {j}}=90yx^{2}{\vec {i}}+30x^{3}{\vec {j}}}